# Büelenhorn (Monstein)
Das Büelenhorn ⓘ ist ein Berg südlich von Davos Monstein und nördlich von Bergün/Bravuogn im Kanton Graubünden in der Schweiz mit einer Höhe von 2808 m ü. M. Er ist ein beliebter, sowohl im Sommer wie auch im Winter oft besuchter Aussichtsberg mit eindrücklicher Sicht auf die Bergüner Stöcke und auf die Westhälfte der Ducan-Kette. Dieses Büelenhorn ist nicht mit dem 2513 m ü. M. hohen Büelenhorn bei Davos Dorf zu verwechseln.

## Lage und Umgebung
Das Büelenhorn gehört zur Monsteiner Kette, einer Untergruppe der Albula-Alpen. Über den Gipfel verläuft die Gemeindegrenze zwischen Davos und Bergün Filisur. Das Büelenhorn wird im Süden durch die Val da Stugl, ein Seitental des Albulatals, und im Norden durch das Landwassertal eingefasst.
Der Hauptgrat zieht sich vom Stulsergrat im Westen über den Gipfel zum Mäschengrat im Osten. Wenig westlich vom höchsten Punkt beginnt ein breiter Gratrücken, der sich nach Norden fortsetzt. Alpinistisch wird der Grat kaum beachtet.
Zu den Nachbargipfeln gehören das Gipshorn im Osten, der Piz Prosonch im Süden und der Muchetta im Westen.
Talorte sind Bergün/Bravuogn und Davos Monstein.

## Gratwanderung

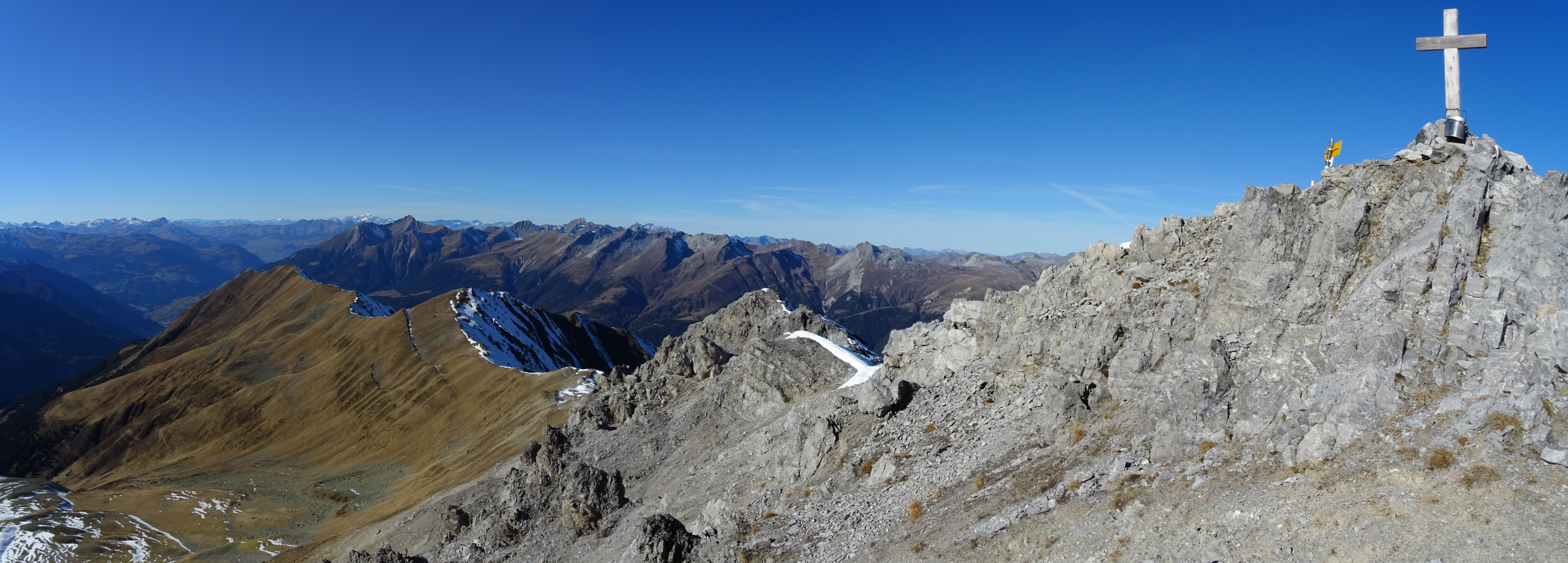
Blick vom Büelenhorn über den Stulsergrat zum Muchetta.

Die Gratwanderung von Davos Monstein (1636 m) via Büelenhorn (2808 m) – Stulsergrat (2678 m) – Muchetta (2623 m) nach Filisur (1032 m) oder Davos Wiesen Station (1197 m) ist eine lange, aber leichte und aussichtsreiche Tagestour. Sie bietet einen grossartigen Panoramarundblick ins gesamte Mittelbünden mit Blick ins Albulatal, ins Landwassertal, nach Davos und auf die Bergüner Stöcke.
Die ganze Tour ist als Wanderweg weiss-rot-weiss markiert, der Wanderweg ist jedoch nicht durchgehend erkennbar. Die Tour nach Davos Wiesen Station dauert 6–7 Stunden, nach Filisur ½ Stunde länger. Die Schwierigkeit der Tour ist T3.

## Routen zum Gipfel

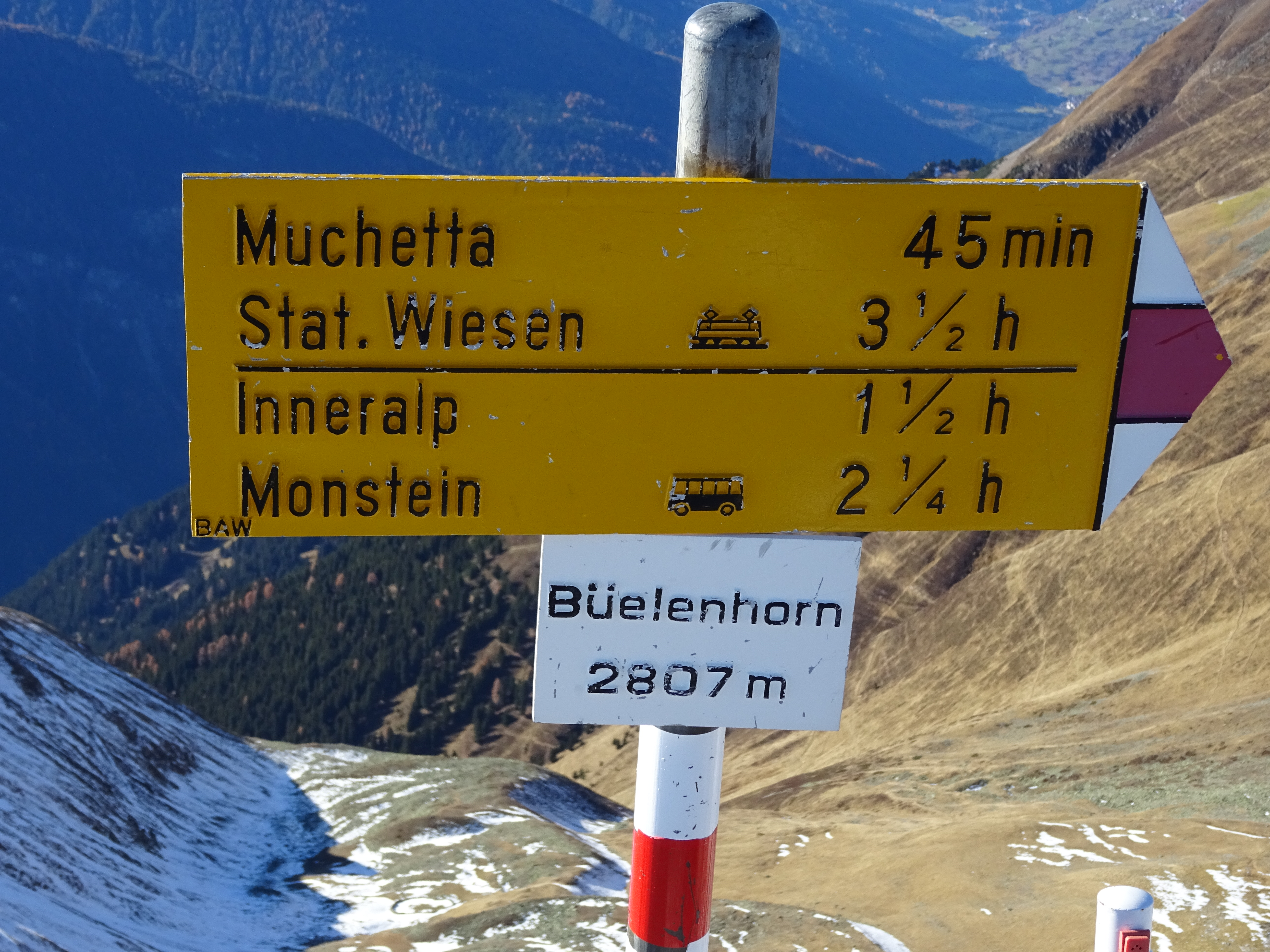
Wegweiser auf dem Büelenhorn.

### Sommerrouten

#### Von Norden

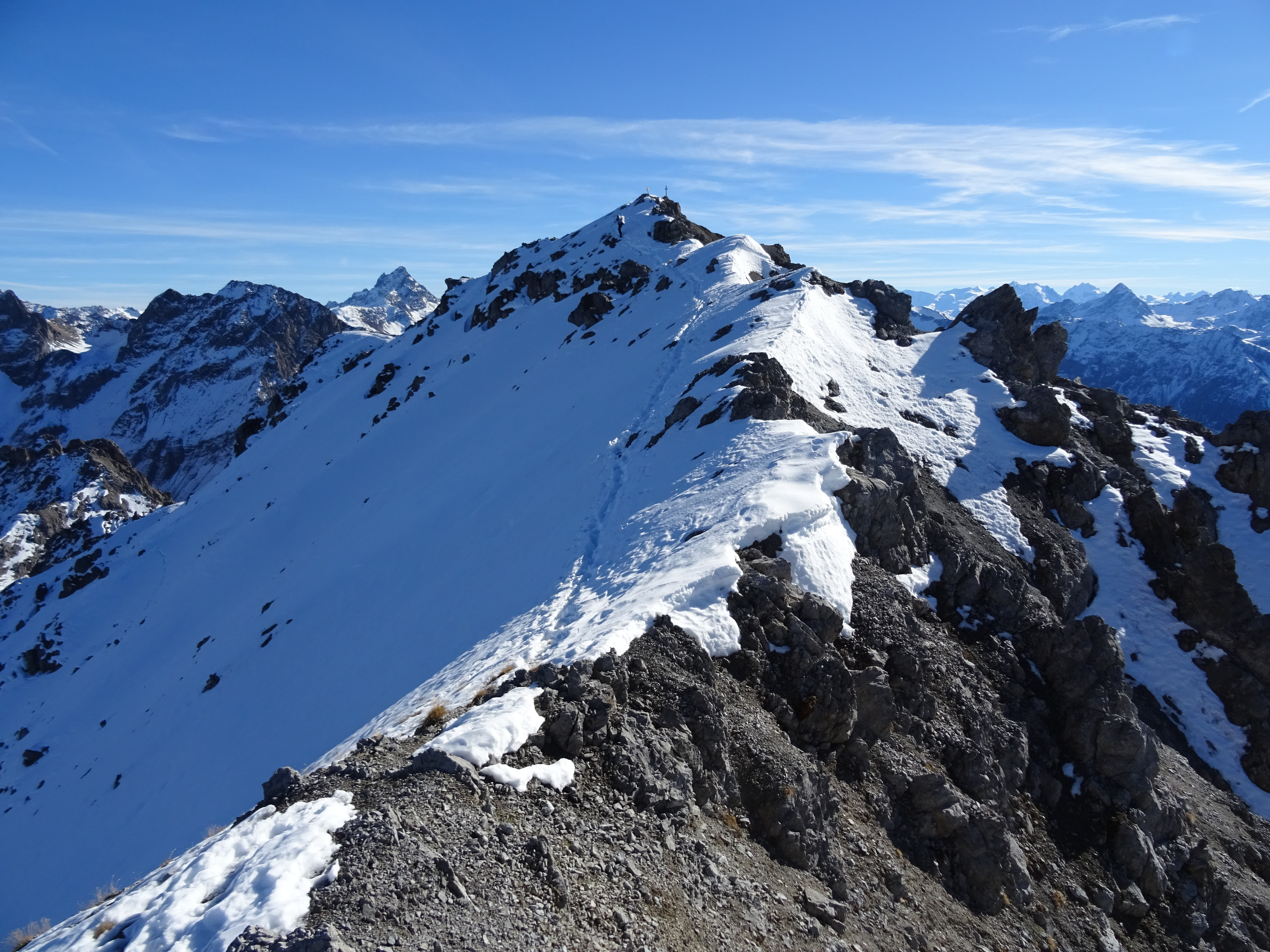
Westgrat und Gipfel.

- Ausgangspunkt: Davos Monstein (1626 m)
- Via: Unteralp, Inneralp, Mittelalp, Mäschenboden (1993 m) zum Nordgrat, und dann über den Westgrat zum Gipfel.
- Schwierigkeit: T3, EB, als Wanderweg zum Teil zurückhaltend weiss-rot-weiss markiert.
- Zeitaufwand: 3½ Stunden

#### Über den Ostgrat
- Ausgangspunkt: Davos Monstein (1626 m) oder Stugl (1551 m)
- Via: Büelenfurgga (2649 m)
- Schwierigkeit: L
- Zeitaufwand: 3½ Stunden von Davos Monstein oder 4 Stunden von Stugl (½ Stunde von der Büelenfurgga)

#### Von Süden
- Ausgangspunkt: Stugl (1551 m)
- Via: Alp da Stugl (2048 m), Bott’Ota (2685 m)
- Schwierigkeit: BG-
- Zeitaufwand: 3¾ Stunden
- Alternative: Nicht zur Bott’Ota, sondern direkt zur Gratsenke auf 2641 m

#### Über den Stulsergrat
- Ausgangspunkt: Muchetta (2623 m)
- Via: Stulsergrat, meist unmittelbar über die Grathöhe, streckenweise auf Schafpfaden, andernorts weglos.
- Schwierigkeit: T3, EB, als Wanderweg zurückhaltend weiss-rot-weiss markiert.
- Zeitaufwand: 1¼ Stunden
- Bemerkung: Routen zum Muchetta siehe im Artikel Muchetta.

### Winterrouten

#### Von Davos Monstein
- Ausgangspunkt: Davos Monstein (1626 m)
- Via: Unteralp, Inneralp, Mitelalp, Mäschenboden (1993 m) zum Nordgrat
- Expositionen: N, NE
- Schwierigkeit: WS+
- Zeitaufwand: 3½ Stunden

#### Von Stugl
Selten ausgeführte Frühjahrsskitour.
- Ausgangspunkt: Stugl (1551 m)
- Via: Alp da Stugl (2048 m), Fuppatsch, Gratsenke auf 2641 m, zuletzt zu Fuss zum Gipfel
- Expositionen: S
- Schwierigkeit: ZS-
- Zeitaufwand: 4 Stunden
- Alternative: Sollten schlechte Verhältnisse eine Gipfelbesteigung nicht zulassen, kann die südwestlich vorgelagerte Bott’Ota (2685 m) eine lohnende Alternative sein.
- Abfahrt: Entlang der Aufstiegsroute. Von der Alp da Stugl (2048 m) kann mit einer 1-stündigen Gegensteigung zum Cuolm da Latsch (2296 m) und anschliessend nach Latsch (1588 m) abgefahren werden (L).

## Galerie

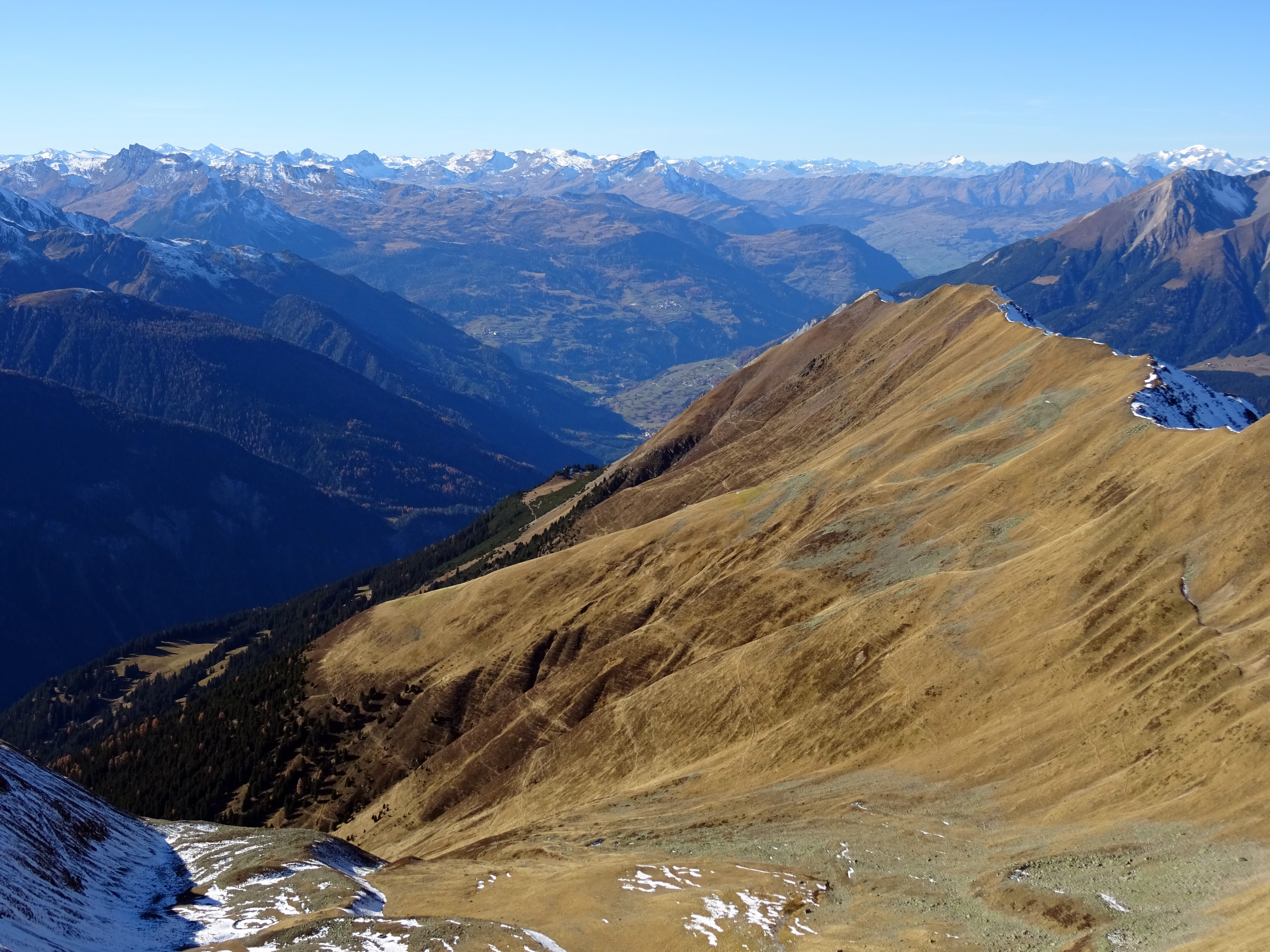
Blick nach Westen ins Albulatal.
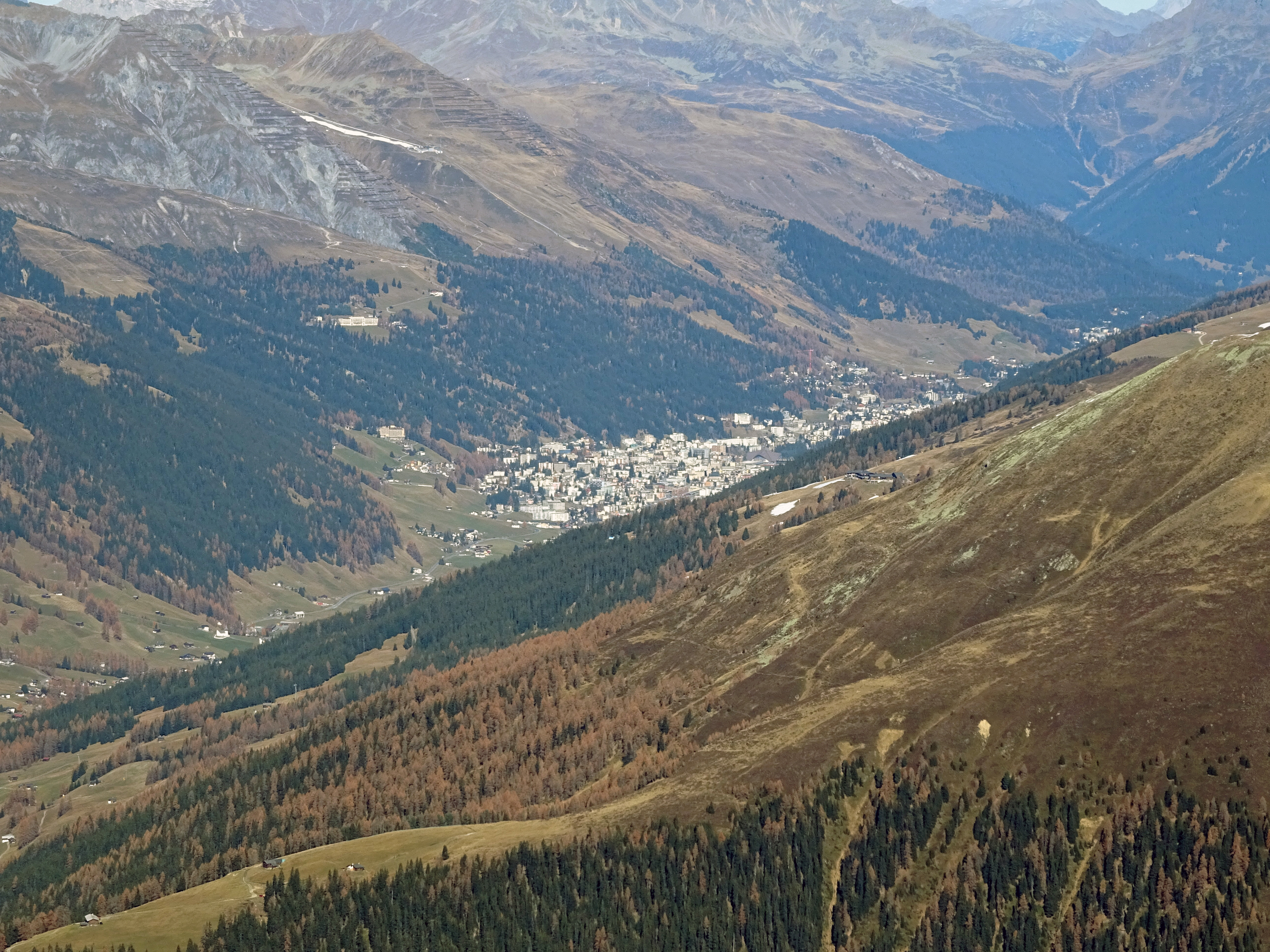
Blick nach Norden auf Davos
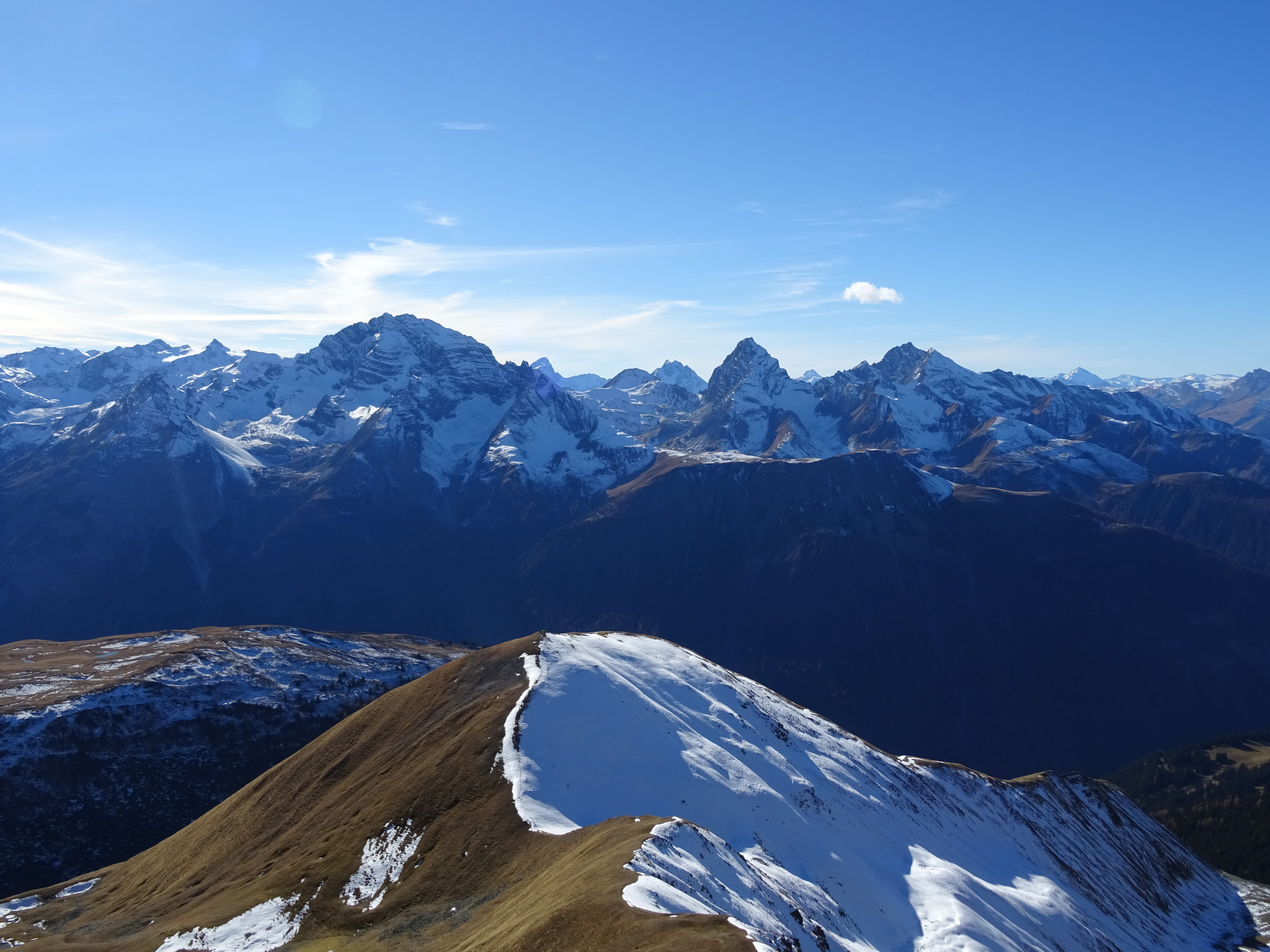
Blick nach Südwesten zu den Bergüner Stöcken mit (v.l.n.r) Piz Ela, Piz Platta, Piz Forbesch, Tinzenhorn und Piz Mitgel.
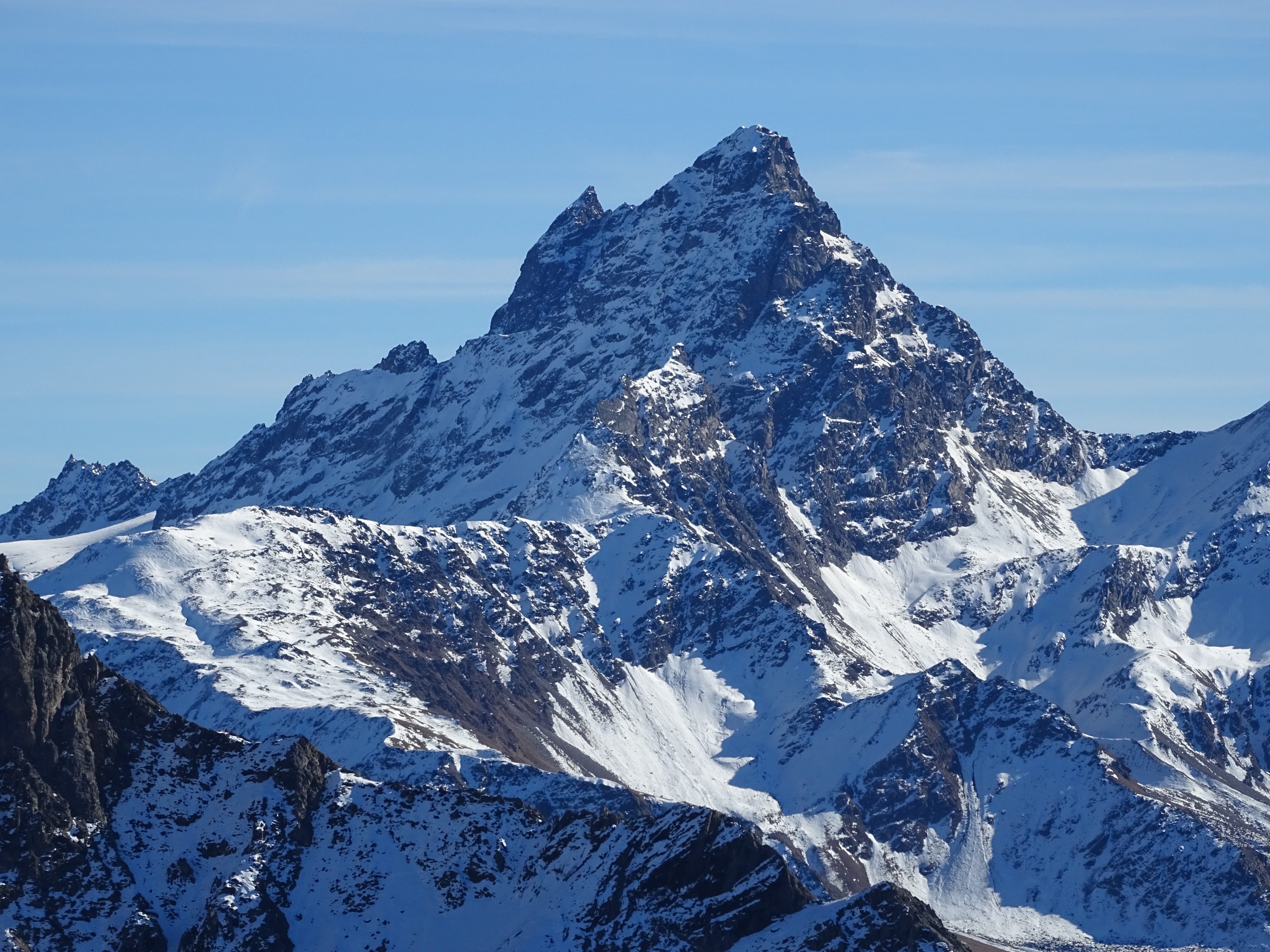
Blick nach Südosten zum Piz Kesch.
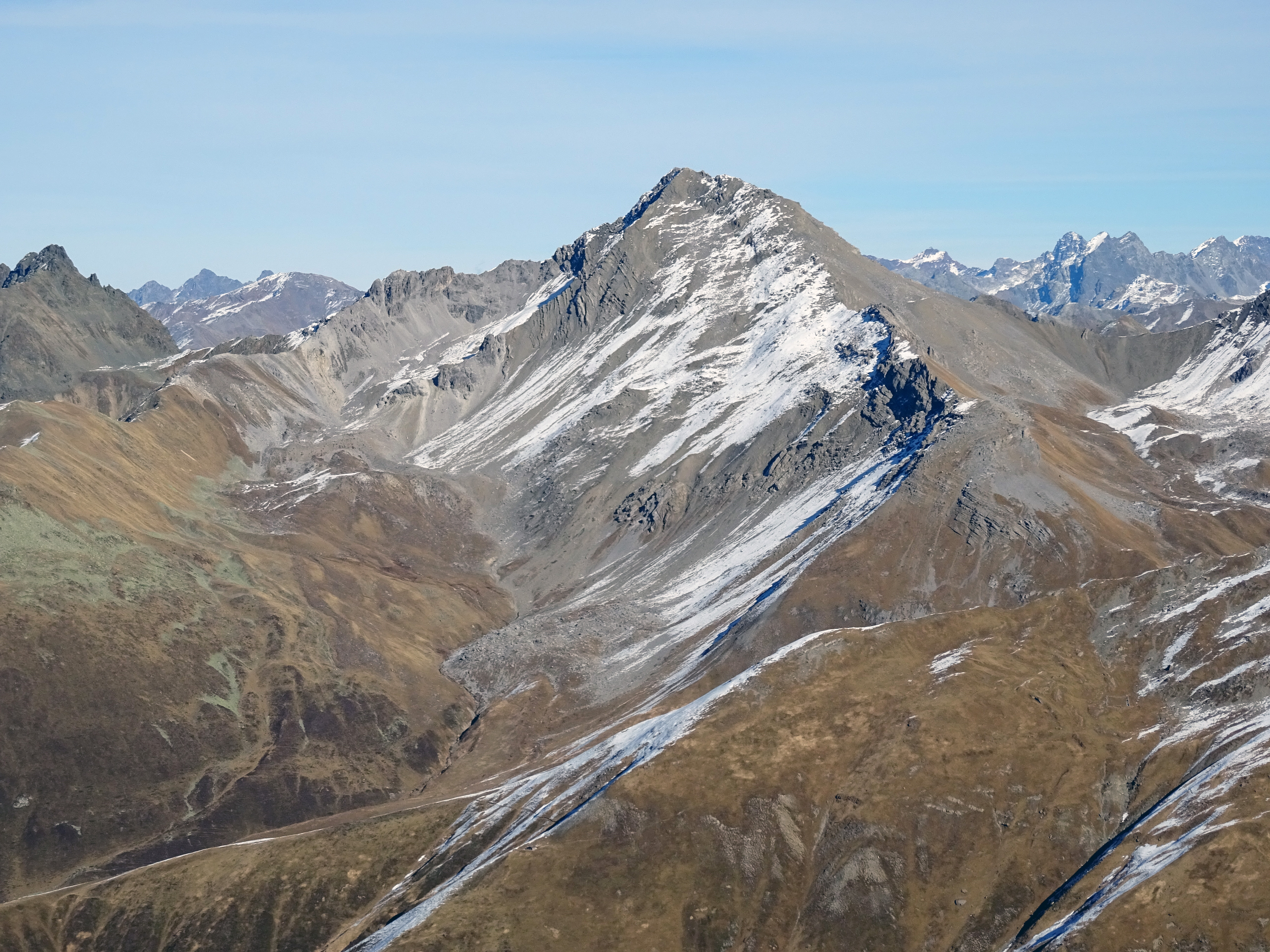
Blick nach Nordosten zum Älplihorn.